# Branchipodopsis terpogossiani
Branchipodopsis terpogossiani är en kräftdjursart som beskrevs av Smirnov 1936. Branchipodopsis terpogossiani ingår i släktet Branchipodopsis och familjen Branchipodidae. Inga underarter finns listade.